# Bernienville

Bernienville este o comună în departamentul Eure, Franța. În 1 ianuarie 2022 avea o populație de 295 de locuitori.